# Carl Claudius
Carl August Claudius, född 1 maj 1855 i Köpenhamn, död 22 februari 1931, var en dansk-svensk fabriksidkare. 
Claudius kom 1884 såsom affärsman till Malmö, där han från 1886 var innehavare av en snörmakerifabrik. Han var generalkonsul i Köpenhamn för Peru. Han grundade 1897 Musikhistoriska museet i Stockholm, skänkte ett 40-tal gamla instrument dit, var en tid ledamot av museets styrelse och tog initiativet till en svensk sektion av Internationella musiksällskapet. Hans samlingar av gamla musikinstrument var de största privata i Europa. Han invaldes 1928 som ledamot av Kungliga Musikaliska Akademien i Stockholm.

## Utmärkelser
- Riddare av Dannebrogorden,  1898[3]
- Dannebrogsmännens hederstecken,  1920[3]
- Kommendör av Dannebrogorden,  1923[3]

[Redigera Wikidata]